# Suolo ferrallitico

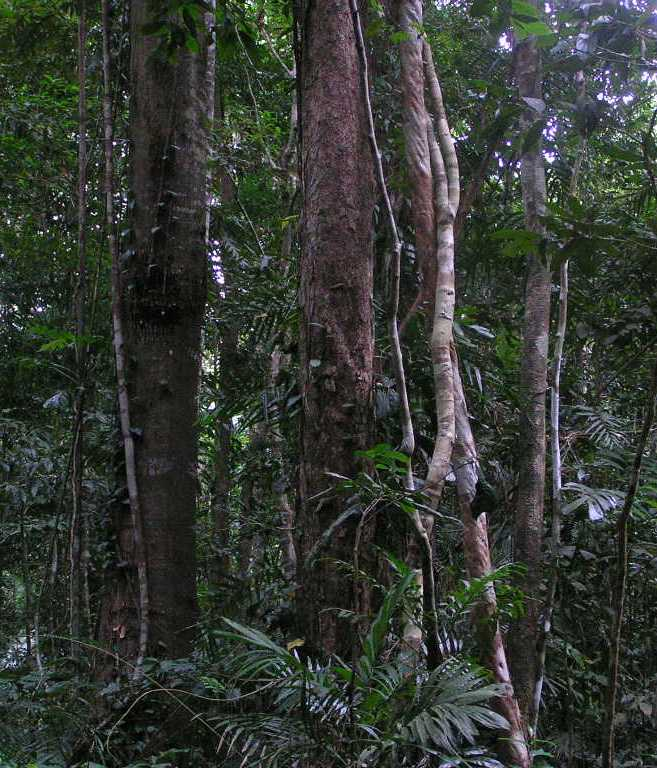
L'ambiente tipico in cui si sviluppano dei suoli ferrallitici è la foresta equatoriale.

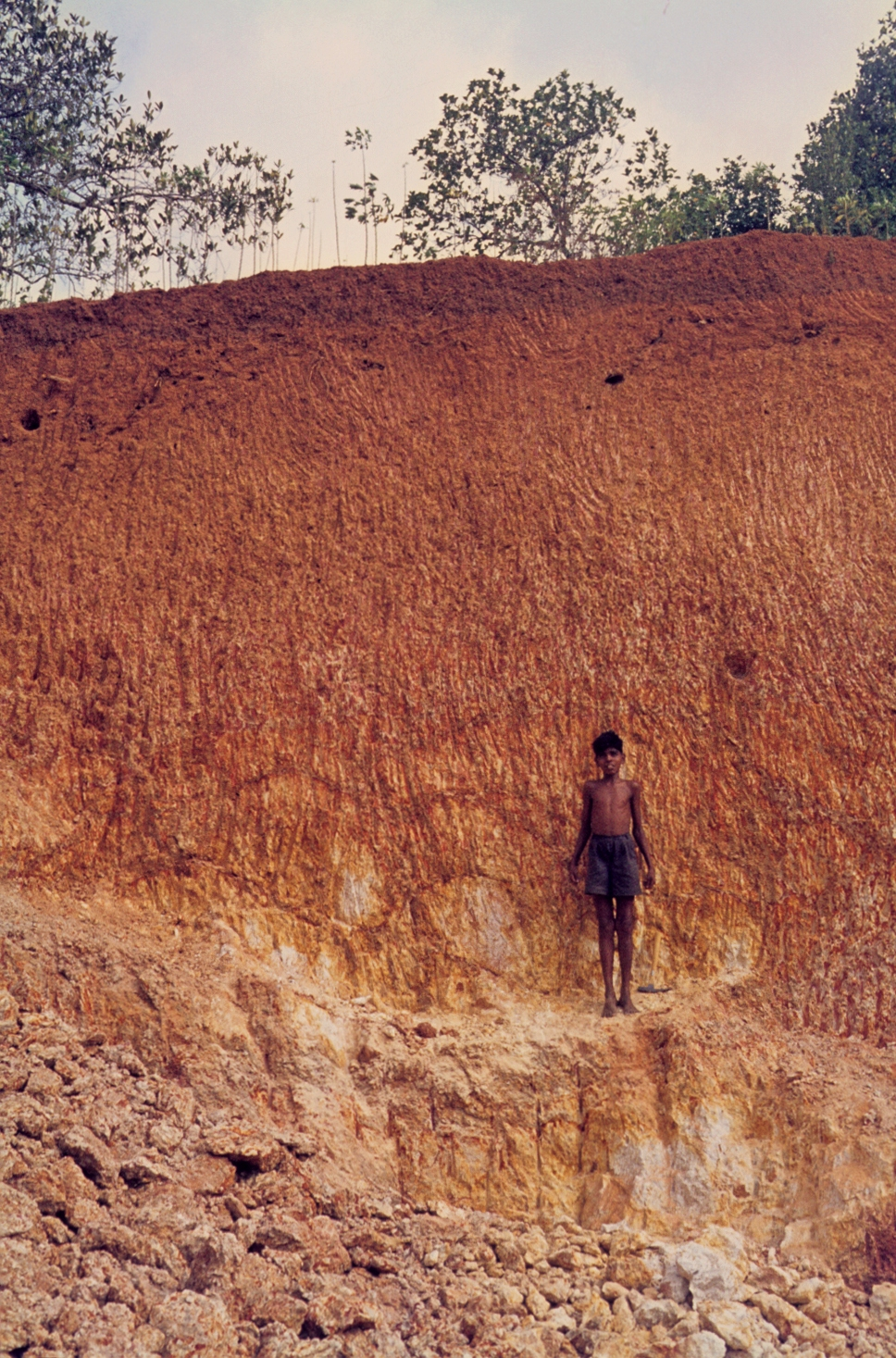
Suolo ferrallitico con laterite, India.

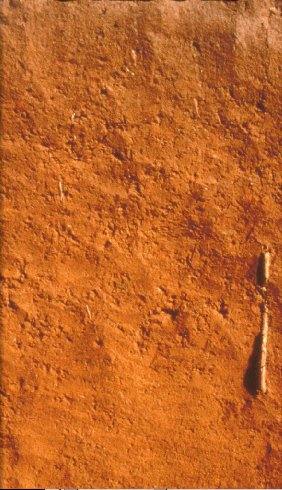
Orizzonte sottosuperficiale di un suolo ferrallitico.

Un suolo ferrallitico è una particolare tipologia di suolo caratteristico delle regioni intertropicali della Terra, caratterizzate da clima molto caldo e umido che produce un pedoambiente molto aggressivo; questo si traduce in una elevatissima intensità e velocità di alterazione, sia dei minerali primari che del pool di sostanza organica.

## Caratteristiche principali
Sono suoli minerali, sovente molto spessi, contraddistinti da arricchimenti in composti di ferro e alluminio che colorano sui toni del rosso-giallo il profilo. Tali arricchimenti, di origine residuale, si originano dalla intensa lisciviazione (causata dall'abbondanza di acqua nel profilo) che porta a dilavamento della silice e dei cationi provenienti dall'alterazione chimica dei minerali primari. Quando presenti, le argille di neoformazione sono di tipo 1:1.
I suoli ferrallitici necessitano, per la loro formazione, di un clima molto caldo e umido, dove la temperatura media annua dell'aria sia maggiore di 22-25 °C e le precipitazioni siano dell'ordine delle migliaia di millimetri, con stagione secca assente o molto ridotta.). Questi suoli non si sviluppano in zone dove ci sia una stagione secca troppo prolungata (dove vengono sostituiti dai suoli ferruginosi) oppure in ambienti tropicali di montagna che, per quanto umidi possano essere, sono troppo freddi. Dati i lineamenti climatici, la vegetazione naturale associata a questi suoli è la foresta equatoriale stratificata, come ad esempio quella che ricopre i bacini del Rio delle Amazzoni e del Congo. 
Un profilo tipico di un suolo ferrallitico vede quindi uno strato superficiale di pochi centimetri in cui si ha un certo contenuto di sostanza organica, continuamente riciclata a velocità elevatissima da batteri, funghi e pedofauna, favoriti dal clima caldo e umido; al di sotto, spesso su spessori metrici, si osserva un suolo esclusivamente minerale, composto da minerali durissimi e resistenti alla degradazione, in cui spesso non si riescono ad individuare orizzonti nettamente definiti, fino ad arrivare al substrato, che giace spesso a profondità di decine di metri.
Il profilo è generalmente A-B-C; la tessitura è tendenzialmente argillosa anche se si sviluppa spesso una struttura molto stabile. In conseguenza della microporosità diffusa, hanno permeabilità che rimane molto elevata (10-20 cm/h) finché il suolo rimane umido; in condizioni più secche la struttura si altera, facendo sì che questo valore di permeabilità si riduca drasticamente.
I suoli ferrallitici sono estremamente poveri, data la bassa capacità di scambio cationico delle eventuali argille di neoformazione, lo scarsissimo contenuto in sostanza organica stabilizzata (humus) e la scarsa dotazione in nutrienti. Il bioma della foresta equatoriale, evolutosi in questa situazione ostile, è, per quanto ben adattato, anche molto sensibile. Un eventuale abbattimento della foresta elimina anche quei pochi centimetri "vivi", causando l'indurimento e l'isterilimento molto difficilmente reversibili.
I suoli ferrallitici vengono classificati nell'ordine degli Oxisol nella Soil Taxonomy e nel raggruppamento dei Ferralsol nella classificazione WRB.

## Processi pedogenetici
Il processo pedogenetico che porta alla formazione di questi suoli (e che dà loro il nome) è conosciuto con il nome di ferrallitizzazione, così chiamato dall'unione delle lettere iniziali del nome degli elementi ferro e alluminio. Questo perché, in un suolo "tipo", questi elementi (sotto forma di ossidi e idrossidi) costituiscono l'assoluta maggioranza della componente minerale del suolo.
Il clima molto caldo e umido produce un'intensa alterazione, tramite idrolisi, ai minerali originari di un suolo e da intenso dilavamento dei cationi, che vengono allontanati dal profilo. Il ferro e l'alluminio, liberati dai reticoli cristallini dei minerali alterati, si depositano uniformemente lungo il profilo sotto forma di ossidi e idrossidi (gibbsite, ematite, goethite), molto colorati, che conferiscono a questi suoli i colori vistosi, sul tono del rosso / arancione, che spesso manifestano.
Si ha produzione di argille di neoformazione prevalentemente a struttura 1:1 (monosiallitizzazione), come la caolinite, a bassa attività; queste argille non si disperdono nel profilo, ragione per cui non si origina un orizzonte argillico di illuviazione. Il clima caldo e umido, stabile per lunghissimi periodi di tempo (centinaia di migliaia di anni) può portare ad alterazione e lisciviazione di cationi e silice talmente intense da impedire la neoformazione di minerali argillosi (desilicizzazione completa); in questo caso il suolo risultante sarà composto esclusivamente da ossidi di ferro e alluminio (donde il nome del processo) e dai minerali più duri e resistenti alla degradazione chimica (quarzo, zircone, tormalina). In questo tipo di processo pedogenetico le dinamiche della sostanza organica sono messe assolutamente in secondo piano; questa viene rapidamente ossidata tramite via biologica e si "chiude il circolo" entro pochi centimetri dalla superficie.
Un suolo ferrallitico è giunto al limite ultimo della pedogenesi: non sono più possibili, nelle condizioni ambientali che si riscontrano alla superficie della Terra, ulteriori trasformazioni. Tutto quanto poteva essere alterato o asportato lo è stato; di conseguenza rimangono solo i minerali più duri e i composti del ferro e dell'alluminio più ossidati; il sistema suolo ha raggiunto il valore massimo di entropia, e il processo pedogenetico diventa di fatto indipendente dal tempo. Un suolo ferrallitico, ad eccezione dei primi centimetri di superficie, è totalmente inerte e viene utilizzato solo come supporto fisico (tanto che alcuni autori affermano che la ferrallitizzazione sia un processo geologico, non pedologico).
Come già accennato, il processo di ferrallitizzazione necessita di tempi molto lunghi, dell'ordine delle decine o centinaia di migliaia di anni (in ambiente equatoriale umido) o delle centinaia di migliaia; proprio per questo, suoli di questo tipo si trovano su superfici geomorfologicamente stabili, non soggetti a erosione, dove la pedogenesi abbia potuto proseguire a lungo indisturbata.

## Suoli ferruginosi

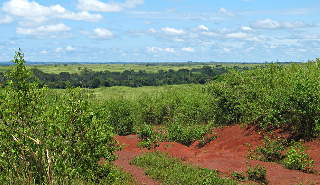
Suolo ferruginoso tropicale.

Procedendo dalla fascia equatoriale e aumentando la latitudine, si entra nelle zone più tipicamente tropicali, dominate dai climi caldi a due stagioni, l'una secca e l'altra piovosa; data questa minore umidità, il clima non consente più un'alterazione e lisciviazione così spinta dei minerali. Si sviluppano, in queste zone, i suoli ferruginosi.
La ferruginazione è un processo pedogenetico analogo alla ferrallitizzazione ma, data la minore aggressività ambientale, non così estremo: non si ha desilicizzazione totale, la maggior parte delle argille di neoformazione sono del tipo 1:1, a bassa CSC, ma se ne rinvengono anche di tipo 2:1.